# 逻辑学家列表
逻辑学家是学术研究主题为逻辑学的哲学家，数学家或其他人。下面按姓氏的英语的字母顺序列出著名的逻辑学家。

## A
- 威廉·阿克曼（德国，1896年－1962年）
- Alan Ross Anderson（美國，1924年－1972年）
- 亚里士多德（古希腊，公元前384年－公元前322年）

## B
- 斯特凡·巴拿赫（波兰，1892年－1945年）
- Yehoshua Bar-Hillel（以色列，1915年－1975年）
- Jon Barwise（美國，1942年－2000年）
- Nuel Belnap（1931年－）
- Johan van Benthem（荷蘭，1949年 －）
- Evert Willem Beth（荷蘭，1908年－1964年）
- 乔治·布尔（英国，1815年－1864年）
- George Boolos（美國，1940年－1996年）
- 尼古拉·布尔巴基（法国，一群数学家的笔名）
- 鲁伊兹·布劳威尔（荷蘭，1881年－1966年）

## C
- 鲁道夫·卡尔纳普（德国，美国，1891年－1970年）
- 格奥尔格·康托尔（德国，1845年－1918年）
- 路易斯·卡罗（英国，1832年－1898年）
- 阿隆佐·邱奇（美国，1903年－1995年）
- 保罗·寇恩（美國，1934年－2007年）
- Newton da Costa（巴西，1929年－）
- Haskell Curry（美國，1900年－1982年）

## D
- 德·摩根（英国，1806年－1871年）
- Michael A. E. Dummett（1925年－）
- J. Michael Dunn（美國）
- John Duns Scotus（英國，約1266年－1308年）

## F
- Solomon Feferman
- Adolf Fraenkel（德國，1891年－1965年）
- 戈特洛布·弗雷格（德国，1848年－1925年）
- Harvey Friedman
- Sy Friedman

## G
- L.T.F. Gamut（一群荷蘭邏輯學家的筆名）
- 格哈德·根岑（德国，1909年－1945年）
- Joseph Diaz Gergonne（法國，1771年－1859年）
- Jean-Yves Girard
- 库尔特·哥德尔（奥地利，美国，1906年－1978年）
- Anil Gupta

## H
- Susann Haack（英國，1945年－）
- Leon Henkin
- Jacques Herbrand（法國）
- 阿蘭德·海廷（1898年－1980年）
- 大卫·希尔伯特（德国，1862年－1943年）
- 亚科·欣蒂卡（芬蘭，1929年－2015年）
- Alfred Horn（美國，1918年－2001年）

## J
- 斯坦尼斯瓦夫·亚希科夫斯基（波兰，1906年-1965年）
- 威廉姆·斯坦利·杰文斯（英格蘭，1835年 – 1882年）
- 金岳霖（中国，1895年－1984年）

## K
- David Kaplan（美國，1933年－）
- Alexander S. Kechris
- 斯蒂芬·科尔·克莱尼（美国，1909年－1994年）
- 克里普克（美国，1940年－）
- 利奥波德·克罗内克（德国，1823年－1891年）

## L
- 莱布尼茨（德国，1646年－1716年）
- Clarence Irving Lewis（美國，1883年－1964年）
- David Lewis（美國，1941年－2001年）
- Adolf Lindenbaum（波蘭，1904年－1941年）
- Leopold Löwenheim（德國，1878年－1957年）
- 扬·武卡谢维奇（波蘭，1878年－1956年）

## M
- Hugh MacColl（蘇格蘭，1837年－1909年）
- Saunders MacLane（美國，1909年－）
- Ruth Barcan Marcus（美國，1921年－）
- Donald A. Martin
- C. A. Meredith（愛爾蘭，1904年－1976年）
- Richard Montague（美國，1930年－1971年）
- 奧古斯都·德·摩根（英國，1806年－1871年）
- Yiannis N. Moschovakis

## N
- 冯·诺伊曼（匈牙利，美国，1903年－1957年）

## P
- 查尔斯·桑德斯·皮尔士（美国，1839年－1914年）
- 皮亚诺（義大利，1858年－1932年）
- Walter Pitts（美國，1923年－1969年）
- Emil Leon Post（美國，1897年－1954年）
- Dag Prawitz（瑞典，1936年－）
- Arthur Prior（紐西蘭，1914年－1969年）
- 希拉里·怀特哈尔·普特南（美國，1926年－）

## Q
- W. V. 蒯因（美国，1908年－2000年 ）

## R
- 弗兰克·普伦普顿·拉姆齐（英国，1903年－1930年）
- Abraham Robinson（以色列、英国、加拿大、美國，1918年－1974年）
- J. Barkley Rosser（美國，1907年－1989年）
- Richard Routley（紐西蘭，1935年－1996年）
- 伯特兰·罗素（英国，1872年－1970年）

## S
- Albert of Saxony（德國，c. 1316年－1390年）
- Rolf Schock（b. 法國，1933年－1986年）
- Moses Schönfinkel（蘇聯，1889年－1942年）
- Saharon Shelah（以色列，1945年－）
- William of Sherwood（英格蘭，1190年－1249年）
- 雷德蒙·斯穆里安（美國，1919年－）
- Peter of Spain
- John R. Steel
- Patrick Suppes
- 苏天辅（中国，1922年－2017年）

## T
- 塔斯基（波兰，1902年－1983年）
- Pavel Tichy（捷克斯拉夫，1936年－1994年）
- Anne Sjerp Troelstra（荷蘭，1939年－）
- 阿兰·图灵（英国，1912年－1954年）
- Kazimierz Twardowski（波蘭，1866年－1938年）

## V
- John Venn（英格蘭，1834年－1923年）

## W
- 王浩（华裔美国人，1921年－1995年）
- Isaac Watts（英格蘭，1674年－1748年）
- 阿弗烈·諾夫·懷海德（英国，1861年－1947年）
- 奧卡姆的威廉（英格蘭，約1285年—1349年）
- 维特根斯坦（奥地利，1889年－1951年）
- W. Hugh Woodin（美國，1955年－）

## Z
- 盧菲特·澤德（阿塞拜疆／美国，1921年－）
- 策梅洛（德国，1871年－1953年）